# 博仁会第一病院
博仁会第一病院（はくじんかいだいいちびょういん）は、群馬県高崎市にある総合病院。特定医療法人博仁会が運営する。

## 診療科
- 外科
- 内科
- 胃腸科
- 皮膚科・泌尿器科
- 整形外科
- リハビリテーション科
- 脳神経外科
- 肛門科
- 麻酔科
- 歯科
- 放射線科
- 循環器外科
- 血管外科
- 循環器内科
- 人工透析内科

## 歴史
- 1952年（昭和27年） - 高崎市上和田町に中央外科医院を開設
- 1964年（昭和39年） - 高崎市下小鳥町へ第一病院として移転